# Oscar Youngdahl
Oscar Ferdinand Youngdahl, född 13 oktober 1893 i Minneapolis i Minnesota, död 3 februari 1946 i Minneapolis i Minnesota, var en amerikansk politiker (republikan). Han var ledamot av USA:s representanthus 1939–1943. Han var äldre bror till Luther Youngdahl som var Minnesotas guvernör 1947–1951.
Youngdahl efterträdde 1939 Dewey Johnson som kongressledamot och efterträddes 1943 av Walter Judd.
Youngdahl ligger begravd på Lakewood Cemetery i Minneapolis.